# 匍枝粉葉草
匍枝粉葉草（学名：Dudleya stolonifera），又名匍匐達德利蓮或匍地仙女杯，是一種多肉植物。它們是美國加利福尼亞州橘郡的特有種。它們只有6個群族，都是分佈在拉古那海灘附近，總數量約有1萬。它們在一條主軸上生長，並在像匍匐枝上長芽。花朵細小及呈鮮黃色，葉子尖而呈紅綠色。

## 外部連結
- Jepson Manual Treatment （页面存档备份，存于）
- USDA Plants Profile （页面存档备份，存于）
- Center for Plant Conservation （页面存档备份，存于）